# 2. Oscar-gála
A 2. Oscar-díj átadása ünnepélyes külsőségek között, 1930. április 3-án történt. Az átadást élő adásban közvetítette a rádió. A második átadási ceremóniában történt néhány változás az elsőhöz képest. Ami a legfontosabb, ez volt az első átadás, ahol a győzteseket nem jelentették be előre. A díjkategóriák számát a kezdeti tizenkettőről hétre csökkentették.
Ez volt az egyetlen Oscar-gála, amin csak a győzteseket hirdették ki, a jelöléseket nem. Ezért a lent megadott jelölések listája nem hivatalos jellegű – mindenesetre az Akadémia díjadatbázisa szerint ezeket a filmeket mérlegelte a zsűri.
Mary Pickford meghívta magához teára az öttagú zsűrit a szavazás előtt. Az átadásnál udvariasan megtapsolták a színésznőt, de ekkor döntöttek úgy, hogy nem bizottság fog legközelebb szavazni, hanem a Filmakadémia egész tagsága, ami 1930-ban 300 fős volt.[forrás?]
A 2. és a 3. Oscar-gálát is 1930-ban tartották. Ezzel a kompenzációval lehetővé vált, hogy a következő gálákat évente egyszer tartsák, mindig az előző naptári év filmjeit szerepeltetve.

## Díjak

### Legjobb film
Győztes:
- The Broadway Melody

Jelölések:
- Alibi
- In Old Arizona
- Hollywood Revue
- The Patriot

### Legjobb férfi főszereplő
Győztes:
- Warner Baxter In Old Arizona

Jelölések:
- George Bancroft – Thunderbolt
- Chester Morris – Alibi
- Paul Muni – The Valiant
- Lewis Stone – The Patriot

### Legjobb női főszereplő
Győztes:
- Mary Pickford – Coquette

Jelölések:
- Ruth Chatterton – Madame X
- Betty Compson – The Barker
- Jeanne Eagels – The Letter
- Corinne Griffith – The Divine Lady
- Bessie Love – The Broadway Melody

### Legjobb rendező
Győztes:
- Frank Lloyd  – The Divine Lady

Jelölések:
- Lionel Barrymore – Madame X
- Harry Beaumont – The Broadway Melody
- Irving Cummings – In Old Arizona
- Frank Lloyd – Drag és Weary River
- Ernst Lubitsch – The Patriot

### Legjobb forgatókönyv
Győztes:
- Hans Kraly – The Patriot

Jelölések:
- Tom Barry – In Old Arizona és The Valiant
- Elliott Clawson – The Cop, The Leatherneck, Sal of Singapore, és Skyscraper
- Hans Kraly – The Last of Mrs. Cheyney
- Josephine Lovett – Our Dancing Daughters
- Bess Meredyth – A Woman of Affairs és Wonder of Women

### Legjobb operatőr
Győztes:
- Clyde De Vinna – White Shadows in the South Seas

Jelölések:
- George Barnes – Our Dancing Daughters
- Arthur Edeson – In Old Arizona
- Ernest Palmer – 4 Devils és Street Angel
- John Seitz – The Divine Lady

### Legjobb látványtervezés
Győztes:
- Cedric Gibbons – The Bridge of San Luis Rey

Jelölések:
- Hans Dreier – The Patriot
- Mitchell Leisen – Dynamite
- William Cameron Menzies – Alibi és The Awakening
- Harry Oliver – Street Angel

## Statisztika

### Egynél több jelöléssel bíró filmek
- 5 jelölés: The Patriot, In Old Arizona
- 3 jelölés: The Broadway Melodi, Alibi, The Divine Lady
- 2 jelölés: Madame X, The Valiant, Our Dancing Daughters, és Street Angel